# Pereprostînea, Drohobîci
Pereprostînea (în ucraineană Перепростиня) este un sat în comuna Novîi Kropîvnîk din raionul Drohobîci, regiunea Liov, Ucraina.

## Demografie
Componența lingvistică a localității Pereprostînea
     Ucraineană (97,04%)
     Rusă (2,96%)
Conform recensământului din 2001, majoritatea populației localității Pereprostînea era vorbitoare de ucraineană (97,04%), existând în minoritate și vorbitori de rusă (2,96%).